# Cladonia chlorophaea
Cladonia chlorophaea (Flörke ex Sommerf.) Spreng. (1827), è una specie di lichene appartenente al genere Cladonia,  dell'ordine Lecanorales.
Il nome proprio è composto dal greco χλωρός chloròs, che significa verde, verde-giallognolo, e dal greco φαιός faiòs, che significa scuro, grigio, fosco, bruno, ad indicarne il colore.

## Caratteristiche fisiche
Il tallo primario ha poche squamule, che non sono poste nelle vicinanze del substrato. I podezi hanno le coppe molto svasate, al cui interno e anche nella parte superiore trovano posto soredi di consistenza granulosa. Gli apoteci crescono su escrescenze del bordo dei podezi in forma di piccole capsule. Confondibile facilmente con C. pocillum e C. fimbriata e soprattutto con C. pyxidata dalla quale è distinguibile solo da esperti.
Il fotobionte è principalmente un'alga verde delle Trentepohlia.

## Habitat
Questa specie cresce in regioni dal clima fresco-moderato, principalmente nelle zone circumpolari, e si rinviene su suoli ricchi di humus. Predilige un pH del substrato da molto acido ad intermedio fra molto acido e subneutro. Il bisogno di umidità è mesofitico.

## Località di ritrovamento
La specie è cosmopolita, ed è stata rinvenuta nelle seguenti località:
- Canada (Nuovo Brunswick, Ontario, Manitoba, Québec (provincia), Alberta, Saskatchewan, Yukon, Nuova Scozia, Terranova, Labrador, Columbia Britannica);

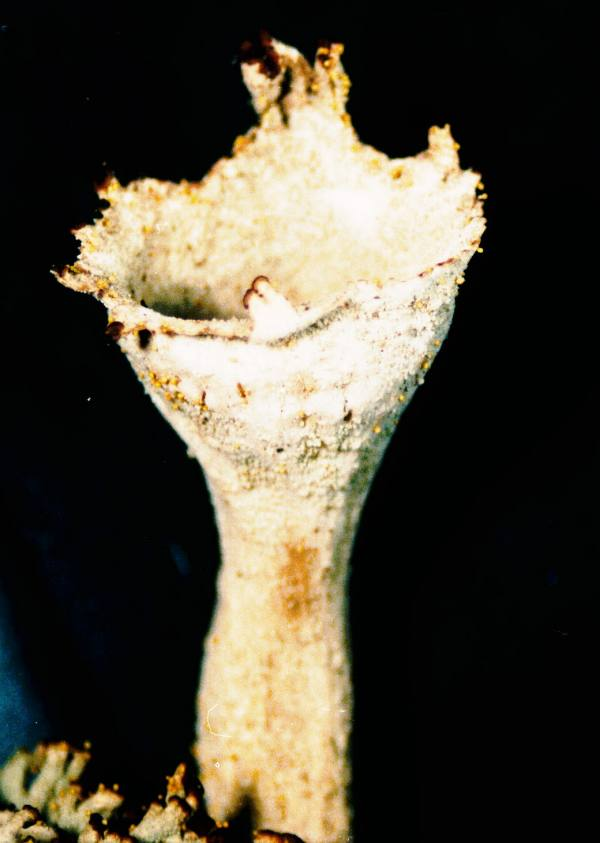
Cladonia chlorophaea, podezio

- Stati Uniti (Alabama, Distretto di Columbia, Idaho, Massachusetts, Dakota del Nord, Alaska, Minnesota, Montana, Wisconsin, Colorado, Missouri, Nuovo Messico, Texas, Carolina del Sud, Vermont, Hawaii, Connecticut, Indiana, Maine, Michigan, Nebraska, Nevada, Ohio, Iowa, Virginia Occidentale, New Hampshire, Oregon, Washington, New York, Illinois, Arkansas, Delaware, Florida, Louisiana, Mississippi, Oklahoma, Maryland);
- Germania (Renania-Palatinato, Sassonia);
- Austria (Stiria, Alta Austria);
- Spagna (Madrid, Castiglia e León, Aragona);
- Australia (Australia Occidentale, Nuovo Galles del Sud, Isola Macquarie);
- Brasile (Rio Grande do Sul);
- Russia (Oblast di Tomsk);
- Iran (Mazandaran);
- Cina (Anhui, Heilongjiang, Jilin, Fujian, Guizhou, Hubei, Mongolia interna, Shaanxi, Xizang, Zhejiang, Tibet, Xinjiang);

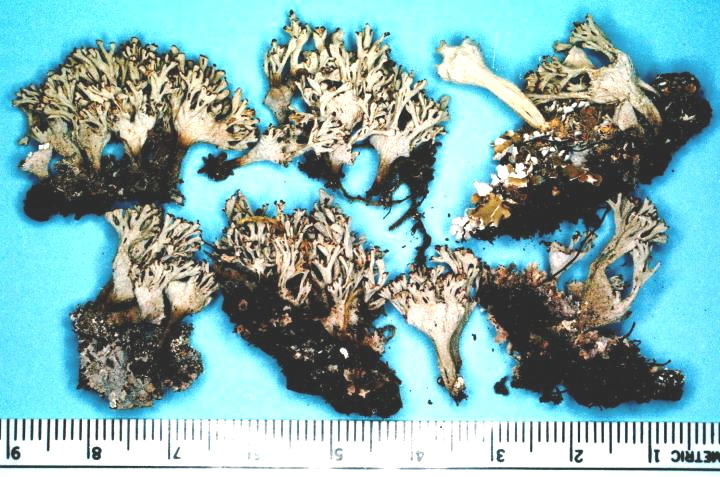
Cladonia chlorophaea

- Albania, Andorra, Antartide, Argentina, Bahamas, Bolivia, Capo Verde, Cile, Corea del Sud, Costa Rica, Danimarca, El Salvador, Estonia, Etiopia, Finlandia, Georgia del Sud, Giappone, Cladonia chlorophaea Giordania, Groenlandia, Guyana, India, Irlanda, Islanda, Isole Azzorre, Isole Canarie, Isole Orcadi meridionali, Isole Svalbard, Kenya, Libano, Lituania, Lussemburgo, Macedonia, Madagascar, Madera, Mongolia, Norvegia, Nuova Zelanda, Oceania, Paesi Bassi, Panama, Papua Nuova Guinea, Perù, Polonia, Portogallo, Regno Unito, Repubblica Ceca, Saint-Pierre e Miquelon, Sandwich Australi, Serbia, Svezia, Tagikistan, Taiwan, Tanzania, Uganda, Ungheria, Uruguay, Venezuela.

In Italia è una specie alquanto rara in tutta la Valle d'Aosta, in Lombardia settentrionale al confine col Trentino-Alto Adige e nelle zone alpine friulane; estremamente rara nella parte centrale della Lombardia e in quella del Friuli, in tutta la Liguria, nella Toscana, ad eccezione delle zone costiere ove non è presente, nelle Marche e in Calabria, dove sulla Sila e sull'Aspromonte è meno rara che nelle altre zone.

## Tassonomia

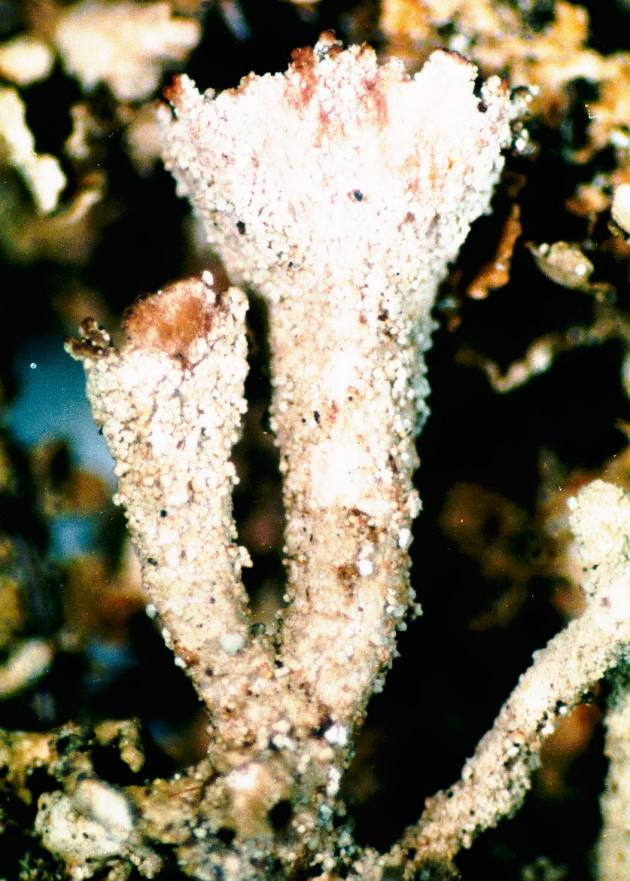
Cladonia chlorophaea

Attualmente questa specie è attribuita alla sezione Cladonia, ma vari studiosi concordano che necessita di studi più approfonditi per chiarirne la sistemazione tassonomica; a tutto il 2008 sono state identificate le seguenti forme, sottospecie e varietà:
- Cladonia chlorophaea f. carneopallida (Ach.) Robbins (1931).
- Cladonia chlorophaea f. carpophora (Flörke) Anders
- Cladonia chlorophaea f. centralis (Flot.) Asahina (1950).
- Cladonia chlorophaea f. chlorophaea (Flörke ex Sommerf.) Spreng. (1827).
- Cladonia chlorophaea f. costata (Flörke) Sandst. (1927).
- Cladonia chlorophaea f. delicata (Desm.) M. Choisy (1951).
- Cladonia chlorophaea f. hotryosa (Delise) M. Choisy (1951).
- Cladonia chlorophaea f. lepidophora (Flörke) Motyka (1964).
- Cladonia chlorophaea f. myriocarpa (Mudd) Motyka (1964).
- Cladonia chlorophaea f. pachyphyllina (Wallr.) M. Choisy (1951).
- Cladonia chlorophaea f. prolifera (Wallr.) Arnold
- Cladonia chlorophaea f. pterygota (Flörke) Motyka (1964).
- Cladonia chlorophaea f. simplex (Hoffm.) Arnold
- Cladonia chlorophaea f. syntheta (Ach.) Oxner (1937).

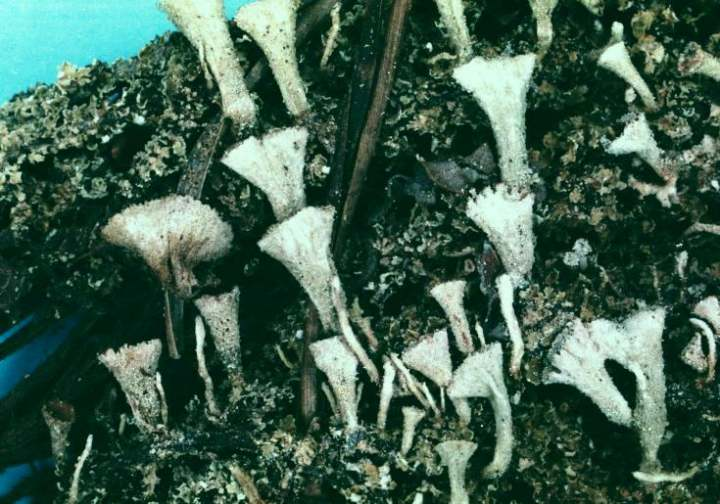
Cladonia chlorophaea

- Cladonia chlorophaea subf. cervina (Nyl.) M. Choisy (1951), (= Cladonia pocillum).

- Cladonia chlorophaea subf. chlorophaea (Flörke ex Sommerf.) Spreng. (1827).
- Cladonia chlorophaea subf. pterygota (Flörke) M. Choisy (1951).
- Cladonia chlorophaea var. capreolata Flörke.
- Cladonia chlorophaea var. chlorophaea (Flörke ex Sommerf.) Spreng. (1827).
- Cladonia chlorophaea var. conista (Ach.) M. Choisy (1951).
- Cladonia chlorophaea var. grayi (G. Merr.) P.A. Duvign. (1937), (= Cladonia grayi).
- Cladonia chlorophaea var. procerior Flot.
- Cladonia chlorophaea var. soralifera B. de Lesd. (1940).